# Draw Something
Draw Something är en gratis mobilapplikation för Iphones och Android-baserade smarttelefoner, som tillåter mobilanvändare runt om i världen att tävla mot varandra genom att turas om att måla en bild som motspelaren ska gissa. Den som står i tur att måla får tre alternativ, varav det första och lättaste ger ett mynt, det andra och lite svårare två mynt och det tredje, det svåraste, tre mynt. För mynten kan man köpa "bomber" som gör att man kan få nya saker att rita, eller köpa nya färger.
Spelet är skapat av utvecklingsföretaget Omgpop, som senare blev uppköpt av Zynga för 180 miljoner dollar. Spelet är helt gratis. Det finns även en reklamfri version som kostar sju kronor.